# علی ابو جریشه

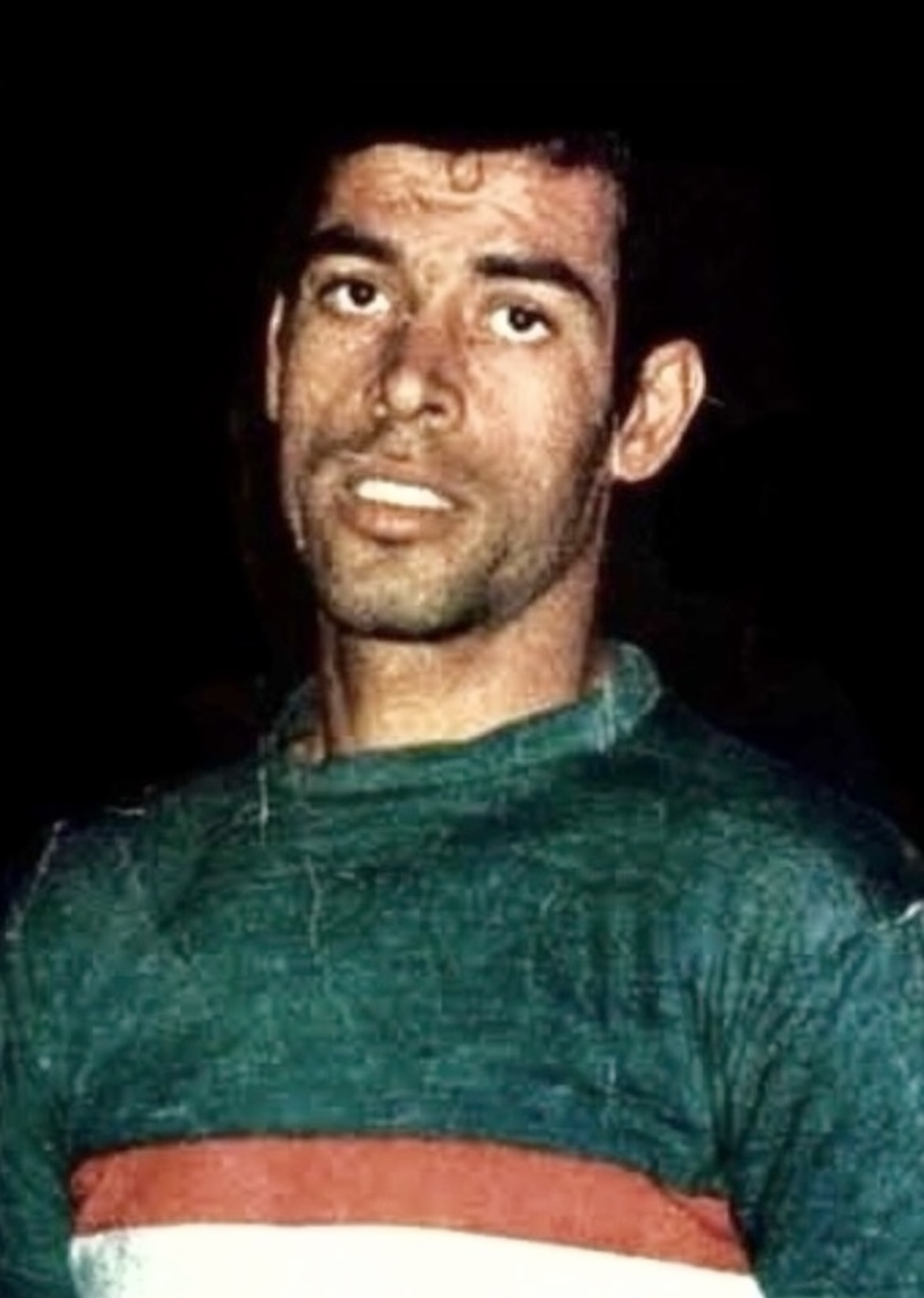
علی ابو جریشه بازیکن تیم ملی مصر و باشگاه اسماعیلیه. او با باشگاه اسماعیلیه به موفقیت های تاریخی دست یافت و برای اولین بار در تاریخ باشگاه های مصر در مسابقات ۱۹۶۹ قهرمان جام باشگاه های قهرمانان آفریقا شد و بازی نهایی در ژانویه ۱۹۷۰ در قاهره برگزار شد.

علی ابو جریشه (انگلیسی: Ali Abo Greisha؛ زادهٔ) یک بازیکن فوتبال اهل مصر است.
از باشگاه‌هایی که در آن بازی کرده‌است می‌توان به باشگاه ورزشی اسماعیلی و تیم ملی فوتبال مصر اشاره کرد.